# Olomuški okraj
Olomuški okraj (češko Olomoucký kraj) je administrativna enota (okraj) Češke republike. Leži na Moravskem na severovzhodu države in meji na severu na Poljsko, od čeških okrajev pa od zahoda proti vzhodu na Pardubiški okraj, Južnomoravski okraj, Zlinski okraj in Moravsko-šlezijski okraj. Glavno mesto je Olomuc, po katerem se okraj tudi imenuje. Skupaj z Zlinskim okrajem tvori statistično regijo Osrednja Moravska.
Severni del okraja obsega gorovje Jeseníky, južni pa je bolj nižinski. Območje je tradicionalno industrijsko, pomembnejšo vlogo pa ima tudi kmetijstvo.

## Upravna delitev
Olomuški okraj se nadalje deli v pet okrožij (okres).
| Okrožje   | Prebivalcev (1. 1. 2020) | Površina [km²] | Gostota preb. [/km²] | Št. občin |
| --------- | ------------------------ | -------------- | -------------------- | --------- |
| Jeseník   | 37.968                   | 719            | 53                   | 24        |
| Olomouc   | 235.472                  | 1.620          | 145                  | 96        |
| Prostějov | 108.646                  | 770            | 141                  | 97        |
| Přerov    | 129.512                  | 845            | 153                  | 104       |
| Šumperk   | 120.417                  | 1.313          | 92                   | 77        |
| Skupaj    | 632.015                  |                |                      |           |